# Алхан-Юртівське нафтопромислове товариство
Алхан-Юртівське нафтопромислове товариство — нафтова компанія, заснована 16 листопада 1902 з метою освоєння нафтових промислів на дільницях, що належать І. І. А. Корякіну у Грозненському нафтовому районі.

## Історія
Засноване в Санкт-Петербурзі  об'єднанням Петроградських підприємців. Товариство розташовувалося в Терській області, в Кизлярському відділі, в межах станиці Єрмоловської ділянки за № 4, 7 і 8 на землях, колишніх купця Багданова, орендованих у Терського обласного правління. На ділянці цієї компанії знаходилася найважливіша свердловина, яка дала нафтовий фонтан і започаткувала промислову розробку Грозненського нафтового родовища .
Основні напрямки компанії включали видобуток і переробку корисних копалин, а також ведення діяльності і в інших нафтоносних районах Російської імперії, транспортування і торгівля нафтопродуктами.
У 1902 основний капітал товариства становив 3 млн крб, пізніше зменшено до 800 000 руб. Акції - 3200 акції іменних на пред'явника по 250 рублів з купонами на 10 років . Пайовиками компанії були відомі Шведські нафтопромисловці Брати Нобель.
У 1906 товариство перейшло до компанії «М. А. Мареш», яку, у свою чергу, у травні 1907 поглинула німецька компанія «Шпіс».
Склад правління: П. Ф. Сумарок-Ельстон, З. А. Бат, Л. Велитченко, І. А. Корякін, О. Н. Левін  .